# 康德站
康德站（韓語：강덕역）是朝鮮民主主義人民共和國咸镜北道清津市松坪区域的一個鐵路車站，属于康德線、芹洞線和松坪線。

## 邻近车站
康德線
南康德站 - 康德站 - 芹洞站
芹洞線
康德站 - 清津操車場
松坪線
松坪站 - 康德站